# Tansei–2
Tansei–2 (jelentése: kék színű) japán tudományos műhold.

## Küldetés
A Tokiói Városi Egyetem (University of Tokyo) tervei alapján négy Tansei tesztműhold készült. A NASDA (National Space Development Agency/Japán Nemzeti Űrfejlesztési Hivatal) és az ISAS (Institute of Space and Astronautical Science/Japán Űr- és Asztronautikai Intézmény) együttműködésével 1971-1980 között indították, tesztelték a műholdat (működőképességét, irányító, követő rendszerét), a Mu hordozórakétát (előkészítés, kilövés, üzemeltetés) és a kapcsolódó követő rendszerek összhangját. A Tansei műholdsorozat 2. tagja.

## Tansei
- Tansei–1
- Tansei–2
- Tansei–3
- Tansei–4

## Jellemzői
1974. február 16-án a Kagosimai ISAS űrközpontból (Kagosima Space Center) egy Mu–3C–1 hordozórakétával állították magas Föld körüli pályára (HEO = High-Earth Orbit).
Megnevezései: Tansei–2; Tansei–2 (1974-008A); Mu Satellite–Test (MS–T2). Kódszáma: SSC 7122.
Lassú forgású, giroszkóppal stabilizált műhold. Mérte a giroszkóp sebesség változását, valamint Spin-tengelyes rendszere segítségével a geomágneses mező állapotát. Technikai elemei – telemetria adó, a  Command vevő és dekódoló, a mágnesszalagos adatrögzítő. Az űreszköz nyolcszög alakú, átmérője 75, magassága 45 centiméter, hasznos tömege 65 kilogramm. Az űreszköz felületét napelemek borították, éjszakai (földárnyék) energia ellátását ezüst-cink akkumulátorok biztosították. Az optikai követés mellett elektronikus (radar) követést biztosított. Az orbitális egység pályája 121,6 perces, 31,2 fokos hajlásszögű, elliptikus pálya perigeuma 280 kilométer, az apogeuma 3200 kilométer volt.
1983. január 22-én 3262 napot (8.93 év) követően belépett a légkörbe és megsemmisült.